# اکرم سلمان
اکرم سلمان (عربی: أكرم أحمد سلمان؛ زادهٔ ۱۵ ژوئیهٔ ۱۹۴۵) یک بازیکن فوتبال اهل عراق است.
از باشگاه‌هایی که در آن بازی کرده‌است می‌توان به بغداد اشاره کرد.